# Tequixquiac
Tequixquiac község Mexikó középső részén, México szövetségi államban. A 2010-es népszámlálás szerint a község lakossága 33 907 fő, területe pedig 122,5 km². A községközpont Santiago Tequixquiac, de a községhez tartozik még Tlapanaloya és Wenceslao Labra is.
A község neve a azték nyelvből származik: Tequixquiāc, ami három részből tevődik össze. Tequixqui-tl (=sós szódabikarbonát), ā-tl (=víz) és -c (=hely, vagy hely felett), azaz Hely a sós szódabikarbonát vizek felett. Tequixquiac északra helyezkedik el Zumpangótól, Mexikóváros közelében van.

## Klíma
Az évi átlagos középhőmérséklet 17 °C, a csapadék mennyisége 436 mm a májustól szeptemberig tartó esős időszakban.

## Története
A területen már időszámításunk kezdete előtt 35 000 évvel is éltek emberek, akik a Bering-szoroson keresztül érkeztek Ázsiából. Itt találták meg 1870-ben, a mexikóvárosi tavak lecsapolására szolgáló csatornarendszer kiásása közben az úgynevezett tequixquiaci keresztcsontot, amely egy ősi, körülbelül 24 000 éves faragvány, az egész amerikai földrész egyik legrégebbi ismert műalkotása.
Tequixquiac első indián lakosai az otomík és az aztékokk voltak. Főképp növénytermesztéssel és állattartással foglalkoztak, amihez a hely adottságai kitűnőek voltak.
1168-ban, Tequixquiac lakosai szerint, mintegy 250 ház állt a dombokon. Chimalpopoca uralkodó uralma alá kerültek, amikor az aztékok leigázták őket.
Tenochtitlan város eleste után, Hernán Cortés katonáit földekkel jutalmazta meg, és az egyik ilyen föld Tequixquiac volt, melyet két spanyol, Martín Lopez és Andrés Nuñez kapott meg. A területet két részre osztották. A város a zitlatepeci adminisztrációhoz tartozott.
1524-ben ferences rendi térítők érkeztek Új-Spanyolországba, hogy megtérítsék az indiánokat. Az ő segítségükkel épült meg a Szent Santiago Tequixquiac templom (1590). A templomot Szent Jakabnak szentelték, mivel több család Galiciából, Asztúriából és Leónból települt ide, ahol jelentős Szent Jakab tisztelete.